# アカガエル科
アカガエル科（アカガエルか、Ranidae）は、両生綱無尾目に分類される科。

## 分布
アフリカ大陸南部、オーストラリア大陸の大部分、南アメリカ大陸南部、マダガスカルなどを除いて汎世界的に分布する。

## 形態
四肢が発達し、動作が敏捷で、跳躍力や遊泳力に優れた種が多い。その高い運動能力を支えるべく骨格や筋肉も発達しているため、直線的で角ばった体型をしている種が多い。背に背側線（はいそくせん）を持つ種が多いのも本科の特徴の1つだが、ウシガエルのように持たない種も存在する。赤褐色の体色を持つ種が多いためにアカガエル科とされるが、緑色、黒色、灰色などの種も存在する。ほとんどの種が鮮やかで多様な斑紋を体色に持つ。ツチガエルなどのように体の表面全体にいぼがある種も存在する。オスの鳴嚢は両頬にある種が多い。アオガエル科やアマガエル科の多くの種と異なり、指先に吸盤がないため成体は樹上生活には適応せず、生息域は水際から大きく離れることはない。また環境に合わせて体色を変えられる種も存在しない。

## 分類
以下の分類は、Amphibian Species of the World(Ver. 6.1)に従う。属和名は倉本編著(1993)に、日本に分布する構成種が含まれる属は日本爬虫両棲類学会(2020)に従う。
- Abavorana
- Amnirana
- ハヤセガエル属 Amolops
- バビナ属 Babina - オットンガエル・ホルストガエルのみ
- Chalcorana
- Clinotarsus
- ツチガエル属 Glandirana - サドガエル・ツチガエルなど
- フーハヤセガエル属[4] Huia
- Humerana
- Hydrophylax
- Hylarana
- Indosylvirana
- アメリカアカガエル属 Lithobates
- Meristogenys
- ハラブチガエル属 Nidirana
- ニオイガエル属 Odorrana - アマミハナサキガエル・アマミイシカワガエル・オオハナサキガエル・オキナワイシカワガエル・コガタハナサキガエル・ハナサキガエルなど
- Papurana
- トノサマガエル属 Pelophylax - ダルマガエル・トノサマガエルなど
- Pseudorana
- Pterorana
  - Pterorana khare Khare's frog
- Pulchrana
- アカガエル属 Rana
- Sanguirana
- ナガレガエル属 Staurois
- Sumaterana
- Sylvirana

## 人間との関係
ウシガエルのように食用にされることもある。著名な例では、中国や中央アジアで菓子として食されるハスマが挙げられる。
日本では本科の構成種を河川や水田で見かけることができる。しかし河川工事や水田の減少等の原因で生息数は減少している。特に南西諸島に生息する種は環境破壊等により生息数が激減し、地方自治体指定の天然記念物や環境省のレッドリストに記載されている種も少なくない。
ペットとして飼われる種類も多い。